# 鳴門西パーキングエリア

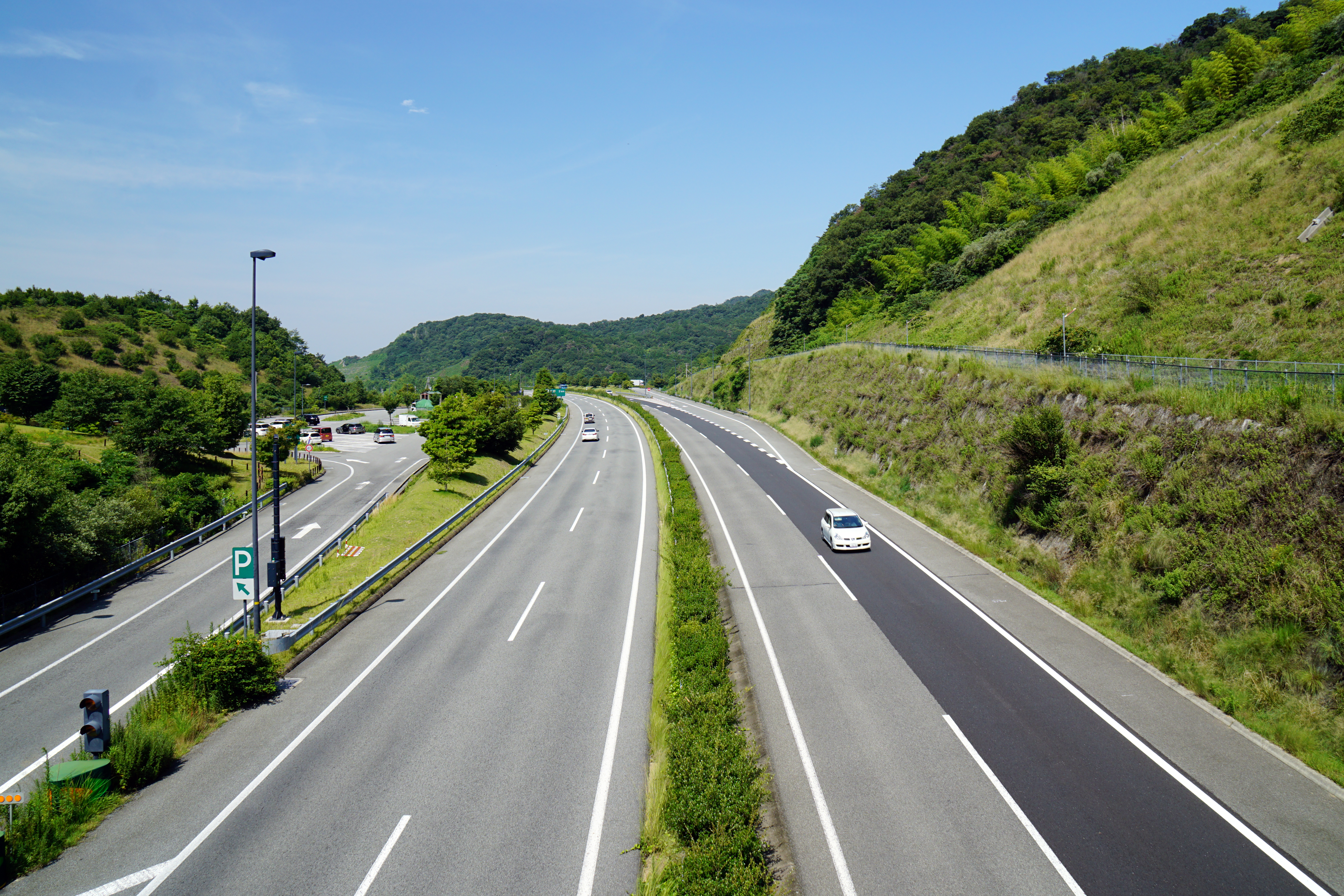
下り施設（左点前）、上り施設（右奥）

鳴門西パーキングエリア（なるとにしパーキングエリア）は、徳島県鳴門市大麻町桧にある高松自動車道のパーキングエリアである。土木学会デザイン賞 2004 優秀賞 受賞。
併設されている鳴門西バスストップ（なるとにしバスストップ）についても本項で述べる。

## 施設

### 上り線（淡路・神戸方面）
- 駐車場
  - 大型 17台（うちトレーラー３台）
  - 小型 20台
  - 身障者 1台
  - 二輪 4台
- トイレ
  - 男性 大2（和式1・洋式1）・小3
  - 女性 5（和式1・洋式4）
  - 車椅子用 1
- 自動販売機
  - 焼き芋の自動販売機[2]

### 下り線（高松・岡山方面）

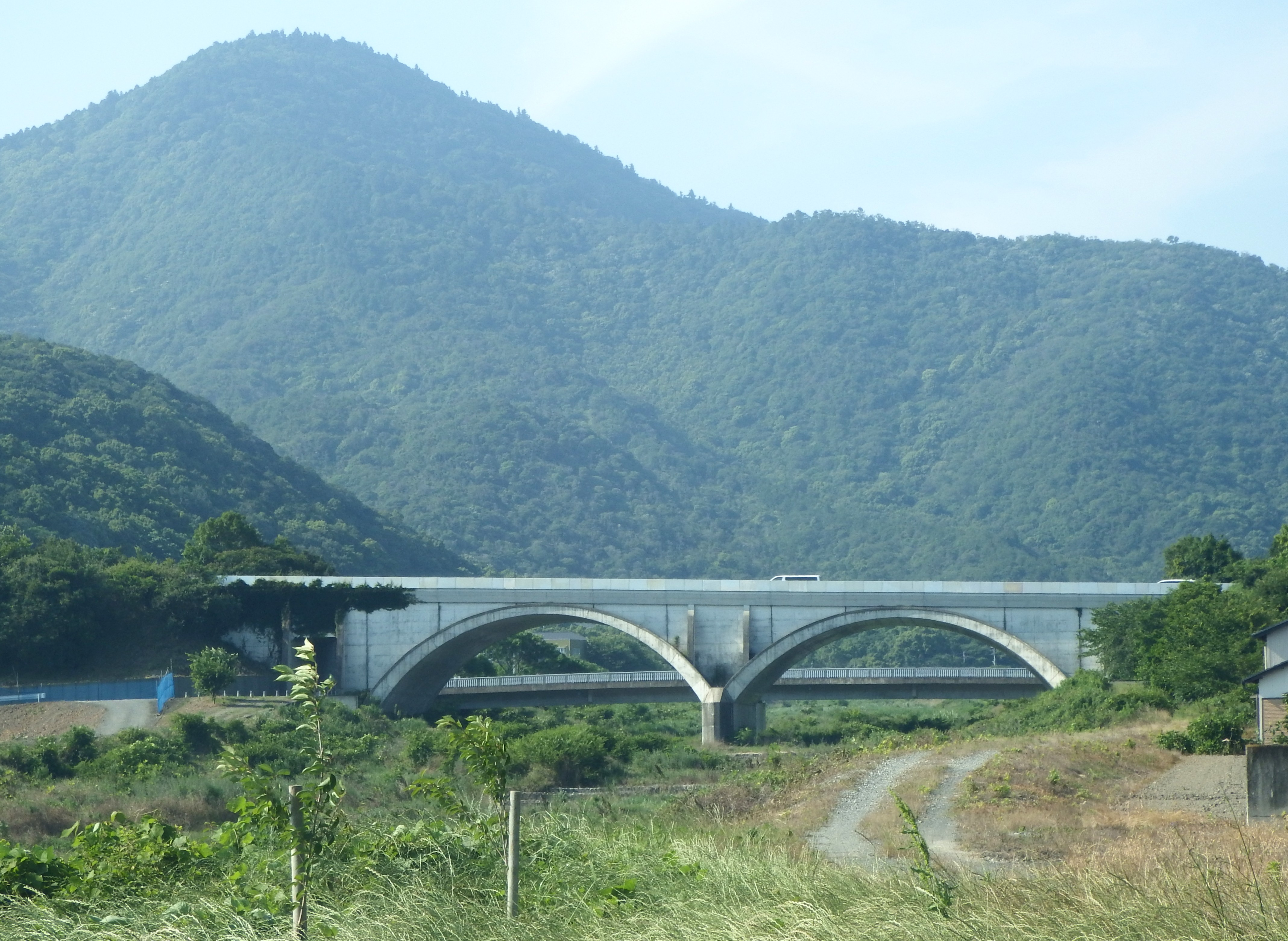
当PAの東にある坂東谷川を渡る橋

- 駐車場
  - 大型 17台（うちトレーラー３台）
  - 小型 20台
  - 身障者 1台
  - 二輪 4台
- トイレ
  - 男性 大2（和式1・洋式1）・小3
  - 女性 5（和式1・洋式4）
  - 車椅子用 1
- 自動販売機

## 鳴門西バスストップ
下り側に高速バス利用者専用駐車場あり（普通車7台）。上り側は賀川豊彦記念館西側駐車場利用可。
いずれも駐車場とバス停の間は坂道や階段があり、バリアフリーではない。
上り側・下り側いずれにも公衆電話はない。最寄りの路線バスのバス停は徳島バス「ドイツ館」。
上り側バス停と下り側バス停の間を移動するには、西側のアンダーパスまたは東側の跨道橋を経由する。
保守工事のため夜間通行止めとなる際には、本PA付近が迂回ルート（国道11号など）から大きく離れているため、本BSは休止となる。

### 主な路線
- 丸亀・高松 - 名古屋線（さぬきエクスプレス名古屋）
- 丸亀・高松 - 大阪線（高松エクスプレス大阪号、さぬきエクスプレス大阪）
- 丸亀・高松 - 神戸線（高松エクスプレス神戸号、さぬきエクスプレス神戸）
- 高松 - 京都線（高松エクスプレス京都号）
- 高松 - 南あわじ - 神戸・大阪線(フットバス)
- 高松 - 徳島線（高徳エクスプレス）
- 井川・阿波池田 - 大阪線（しこくさぶろうエディ号）
- 井川・阿波池田 - 神戸線（しこくさぶろうエディ号）
- 徳島 - 岡山線（徳島岡山エクスプレス）
- 徳島 - 広島線（あわひろしま号）

供用開始当時は高松 - 関西空港線が停車していた。

## 周辺
- 道の駅第九の里 - 徒歩5分。
- 鳴門市賀川豊彦記念館 - 徒歩5分。
- 鳴門市ドイツ館 - 徒歩6分。
- 大麻比古神社 - 徒歩8分。阿波国一宮。
- ドイツ村公園 - 徒歩10分。板東俘虜収容所の跡地。
- 阿波大正浪漫 バルトの庭 - 徒歩12分。（2015年閉園）
- 四国八十八箇所第一番霊場 霊山寺 - 徒歩12分。

## 隣
E11 高松自動車道
(12)鳴門TB/IC - (7)鳴門JCT - 鳴門西PA - (8)板野IC